# Viaducto Arroyo del Valle
El viaducto Arroyo del Valle pertenece a la línea de alta velocidad ferroviaria que une Madrid con Segovia y Valladolid. Está ubicado en el noroeste de la Comunidad de Madrid (centro de España), entre los municipios de Soto del Real y Miraflores de la Sierra, y a los pies de la cara sur del pico de La Najarra, perteneciente a la sierra de Guadarrama.

## Descripción

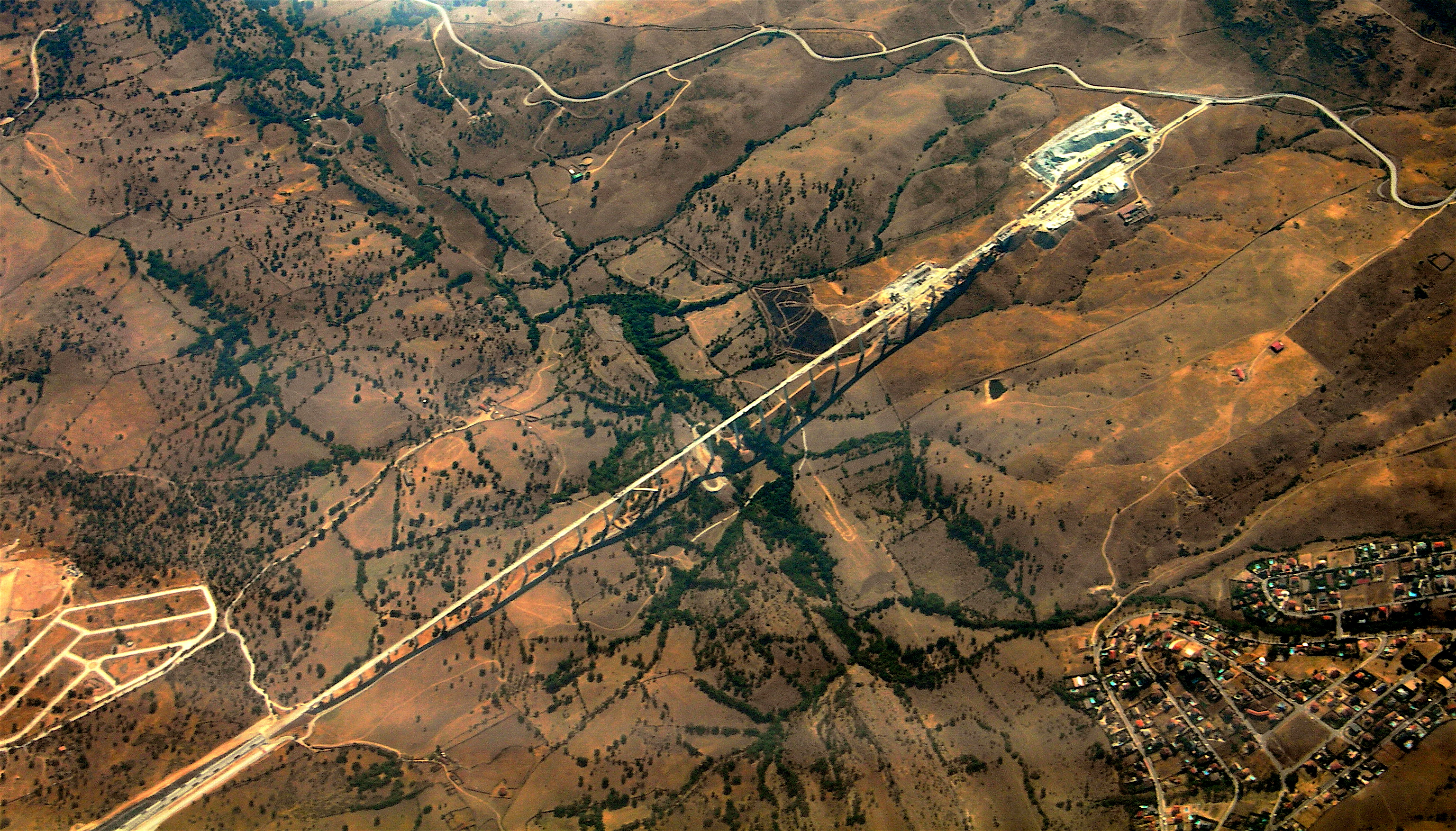
Vista aérea del viaducto.

Este viaducto es el principal de toda la línea de alta velocidad ferroviaria Madrid-Valladolid y el más largo de Europa de tablero continuo. Tiene un trazado recto y salva un desnivel originado por el arroyo del Valle, afluente del río Manzanares. Tiene una longitud de 1755 m distribuidos en 27 vanos, con unas luces de 66 m y una altura máxima de pilas de 80 m. El vano central atraviesa el arroyo que da nombre al viaducto, tiene una luz de 132 m, y flecha de 49 m, con un peso total del arco de 2500 toneladas.
En la misma línea de ferrocarril, y cercano al viaducto de Arroyo del Valle, se encuentra el túnel de alta velocidad de Guadarrama, importante por sus 28 km de longitud que atraviesan la sierra de Guadarrama. Desde el 22 de diciembre de 2007 este viaducto, junto a la línea de alta velocidad ferroviaria Madrid-Valladolid, está en uso.